# Hans Jakob Schulthess (Pfarrer)
Hans Jakob Schulthess, auch Johann Jacob Schulthess (* 11. Januar 1691 in Zürich; † 5. Juli 1761 ebenda) war ein Schweizer evangelischer Geistlicher.

## Leben
Hans Jakob Schulthess war der Sohn des Kaufmanns Hans Heinrich Schulthess.
Er immatrikulierte sich an der Universität Marburg und studierte dort Theologie.
Nach seiner Ordination 1710 erhielt er seine erste Pfarrstelle im 1687 gegründeten Schwabendorf in der Landgrafschaft Hessen-Kassel; im September 1712 kam er mit pietistischem Gedankengut in Kontakt und erregte in seiner Pfarrgemeinde Anstoss wegen seiner Forderung nach einer strengen Kirchenzucht; weil er sich nicht durchsetzen konnte, bat er beim Landgrafen um die Entlassung aus dem Pfarramt und kehrte nach Zürich zurück.
Nachdem er 1715 nach Zürich zurückgekehrt war, verteidigte er Inspirationen und besuchte Konventikel, unter anderem bei seinem Vater, beim Ehepaar Schneeberger-Escher auf deren Gut in Engstringen, bei Johann Georg Ziegler, der ein Schüler des Lüneburger Christian Theodor Wolther war, der in Zürich die Impekkabilitätslehre (Unsündbarkeitslehre) verbreitete, sowie bei Johann Jakob Rathgeb (* 1684) und bei den Schwestern Anna (1669–1742) und Regula Füssli (1670–1741) in Niederdorf, deren Onkel der Maler Johann Melchior Füssli war.
Im Sommer 1716 nannte er die Ausweisung Johann Ulrich Giezendanners «eine himmelschreiende Sünde ... welche die Blutschulden auf unserem Vaterlande häufte»; dies führte zu mehrere Verhören, unter anderem mit einer kurzen Haft im Wellenberg. Er richtete einen Brief an den Bürgermeister und die Räte, in dem er sie anklagte, Giezendanner ohne Prozess des Landes verwiesen zu haben. In dem Schreiben verglich er den Inspirierten mit den Aposteln, die ebenfalls durch ihre Predigten Empörung bei der heidnischen Obrigkeit hervorgerufen hätten, und ohne ein ordentliches Verfahren weggewiesen worden waren. Er sah in Giezendanner ein «auserwehlt(es) Rüstzeug Gottes». In den Inspirationen sah er den Willen Gottes, der in Opposition zum bestehenden Regiment auf eine «gottgefällige Ordnung» dringt. Weil er nun befürchtete, dass mit der gesetzwidrigen Verbannung der Zorn Gottes über Zürich hereinbrechen werde, sah er sich gezwungen, seine Ängste der Obrigkeit mitzuteilen. Weil diese jedoch nicht bereit waren, sich als Gegner des Christentums darstellen zu lassen, organisierten sie eine symbolische Ketzerverbrennung; sie beschlossen am 11. Juli 1716, dass der Brief, in einem Kästchen versiegelt, auf dem Schiffsmarkt verbrannt und Schulthess auf Lebzeiten aus Zürich verbannt werden sollte.
Nach der Verbannung zog er mit seiner Ehefrau in die Pfalz und trat in die Dienste der verwitweten Gräfin von Wittgenstein und wohnte im Herrenhaus Schwarzenau; dort war bereits Johann Eberwein Scriba untergebracht.
Hans Jakob Schulthess sprach die französische Sprache und war in der Verbannung auch zeitweise Begleiter des Wanderpropheten Johann Friedrich Rock, dem er bei dessen Reisen in die Welschlande als Übersetzer und Schreiber diente; sie reisten gemeinsam mit Gottlieb Friedrich Fischer, ein Cousin des Berner Postgründers Beat Fischer.
Nach einem Aufenthalt in Couvet im Fürstentum Neuenburg wurde er 1757, nachdem er 1754 um die Aufnahme in die Zürcher Kirche gebeten hatte, nach Ablegung eines Glaubensbekenntnisses, wieder in die Kirche aufgenommen.
Hans Jakob Schulthess war in erster Ehe mit Klara (geb. von Buchau) († 1746) und in zweiter Ehe mit Elisabetha (geb. Greuter) (* 1711 in Ruswil: † 30. November 1774 in Zürich), Witwe des hingerichteten Häretikers Jakob Schmidlin verheiratet. Gemeinsam hatten sie eine Tochter: Anna Elisabeth Schulthess (* 1750 in Zürich; † 1809), verheiratet mit Hans Konrad Hirt (1750–1809).